# 岩見沢市立豊中学校
岩見沢市立豊中学校（いわみざわしりつゆたかちゅうがっこう）は、北海道岩見沢市幌向南2条に所在する公立中学校。
生徒116名（2024年現在）

## 沿革
年表
- 1947年（昭和22年）- 岩見沢市立豊中学校が開校、上幌向分校が開校[2][3]。
- 1951年（昭和26年）- 豊中学校の新校舎完成し移転[2]。
- 1953年（昭和28年）- 上幌向分校が上幌向中学校として独立[注 1][2][3]。
- 1985年（昭和60年）- 校舎第一期工事着工[2][3]。
- 1986年（昭和61年）- 校舎第二期工事、屋体工事[2][3]。
- 1987年（昭和62年）- 校舎完成[2]。
- 1991年（平成3年）- プレハブ図書室の設置[2]。
- 1992年（平成4年）- 校舎増築第一期工事[2][3]。
- 1993年（平成5年）- 校舎増築第二期工事（普通教室2・美術室・コンピュータ室・生徒会室）[2]
- 1999年（平成11年）- 心の教室整備、校舎増築第三期工事（普通教室2、美術室、トイレ）[2]
- 2005年（平成17年）- 屋内体育館増改築工事[2][3]。

## 教育目標
「3つの豊」
- 知性豊かな生徒[5]。
- 心豊かな生徒[5]。
- 健康（ちから）豊かな生徒[5]。

## 学校行事
学校行事は以下の通り。
- 4月 - 前期始業式、入学式
- 6月 - 前期中間テスト
- 7月 - 教育相談（1・2年）、夏季休業
- 9月 - 前期期末テスト、見学旅行（1・2年）
- 10月 - 前期終業式、後期始業式、学校祭
- 11月 - 球技大会（3年）、後期中間テスト
- 12月 - 三者懇談（3年）、球技大会（2年）、冬季休業
- 1月 - 後期期末テスト（3年）、球技大会（1年）、スキー学習（1・2年）
- 2月 - 後期期末テスト（1・2年）
- 3月 - 卒業式、修了式、学年末休業

## 部活動
全国大会のみ掲載。
体育部
- 男子バスケットボール部
- 女子バレーボール部
- 卓球部（男子・女子）
- ソフトテニス部（男子・女子）

文化部
- 技術部
- 美術部

個人
- 柔道
  - 中体連全国大会 女子出場（2010年 - 2011年）[2]

## 通学区域
通学区域は以下の通り。
- 幌向町
- 幌向北1条1丁目 - 6丁目
- 幌向北2条1丁目 - 6丁目
- 幌向南1条1丁目 - 5丁目
- 幌向南2条1丁目 - 5丁目
- 幌向南3条1丁目 - 5丁目
- 幌向南4条1丁目 - 4丁目
- 幌向南5条
- 中幌向町
- 御茶の水町の一部

## 進学前小学校
- 岩見沢市立幌向小学校
- 岩見沢市立第二小学校

## 交通アクセス
鉄道
- JR函館本線幌向駅より徒歩11分。

バス
- 北海道中央バス「3号」停留所下車、徒歩5分。